# Beaulieu (Nièvre)
Beaulieu ist eine französische Gemeinde mit 143 Einwohnern (Stand 1. Januar 2022) im Département Nièvre in der Region Bourgogne-Franche-Comté. Sie gehört zum Arrondissement Clamecy und zum Kanton Corbigny.
Sie entstand mit Wirkung vom 1. Januar 2016 als namensgleiche Commune nouvelle durch die Zusammenlegung der bisherigen Gemeinden Beaulieu, Dompierre-sur-Héry und Michaugues, die in der neuen Gemeinde den Status einer Commune déléguée haben. Der Verwaltungssitz befindet sich im Ort Beaulieu.

## Gliederung
| Ortsteil                   | ehemaliger INSEE-Code | Fläche (km²) | Einwohnerzahl zum 1. Januar 2022 |
| -------------------------- | --------------------- | ------------ | -------------------------------- |
| Beaulieu (Verwaltungssitz) | 58026                 | 4,95         | 24                               |
| Dompierre-sur-Héry         | 58100                 | 6,11         | 72                               |
| Michaugues                 | 58167                 | 4,48         | 47                               |

## Geographie
Beaulieu liegt rund 20 Kilometer südlich von Clamecy.
Nachbargemeinden sind, Moraches im Norden, Héry im Osten, Guipy im Südosten, Neuilly im Südwesten sowie Brinon-sur-Beuvron im Nordwesten. An der westlichen Gemeindegrenze verläuft der Fluss Beuvron.